# هاینس اینترنشنال
هاینس اینترنشنال (انگلیسی: Haynes International) شرکت فلزات آمریکایی است، که در سال ۱۹۱۲ توسط الوود هاینس تأسیس شد.